# Mikhail Postnikov
Pour les articles homonymes, voir Postnikov.
Mikhail Mikhailovich Postnikov (russe : Михаи́л Миха́йлович По́стников) (1927 – 2004) est un mathématicien soviétique connu pour ses travaux en topologie algébrique et différentielle. 